# Ortensio Lando
Ortensio Lando (Milán, c. 1510 – Nápoles, c. 1558) fue un célebre humanista italiano de mediados del siglo XVI, destacado por sus Paradojas.

## Trayectoria
Nació en Milán hacia 1510; era hijo de Domenico Landi (de Piacenza), y de la milanesa Caterina Castelletta. Parece que entró en 1523 en un convento agustino (con el nombre de Geremia). En 1523 pasó a Padua; luego fue a Génova, Siena y Nápoles. Se sabe que en 1531 estuvo en un convento de Bolonia, donde estudió teología y, además, medicina.
Se conoce mal su vida. Sus cambios de nombre hacen bastante difícil su identificación. Pero se sabe que tras su vida conventual, viajó por Europa, que se asentó en Venecia; y, como polígrafo afamado, dio a los mejores editores venecianos sus obras (muchas de ellas aparecieron anónimas), así como traducciones, compilaciones y anotaciones de clásicos hechas por él. 
Se le considera un parcial seguidor de Erasmo, sin que su obra se parezca a éste. Pero escribió como él un polémico escrito contra el excesivo ciceronismo del momento: Cicero relegatus & Cicero reuocatus. De todos modos, siendo buen humanista destacó como traductor de Cicerón y de la Utopía de Tomás Moro: fue la primera traducción italiana  (publicada en Venecia, en 1548), de esa obra tan importante en Europa.
Lando fue muy leído y conocido en su tiempo. En España se le tradujo pronto, pero fue prohibido por el Índice, acaso por su parcial aura herética, hoy malamente apreciable. Queda su gran ingenio y la calidad de su prosa.
Escribió un catálogo de invenciones, Cataloghi, diversas Lettere, interesantes y significativaas de un género en alza, y El látigo de escritores antiguos y modernos.

## SusParadojas
Destaca hoy su libro de Paradossi, aparecido en 1543 y pronto ocultado. Apareció en italiano, en Lyon y casi anónimamente (firmaba con iniciales, M.O.L.). Acaba de reeditarse en Italia y en Francia. Esta provocativa y sobresasliente secuencia de falsos disparates es un polémico escrito, dividido en apartados muy coherentes, variados y ácidos. En su título íntegro decía Lando que era una glosa singular de sentencias, pues estaban dadas la vuelta por él, ofreciendo sarcásticas opiniones sobre las costumbres y la moral ordinaria. Sus divertidas e informadas paradojas siguen desconcertando al lector. 
Lejanamente, los puntos de partida de cada capítulo son los distintos apartados de Remedios contra próspera y adversa fortuna de Petrarca, 1365. Pero Lando no copia este libro clásico (ni a Agrippa de Nettesheim o a Erasmo, que conocía bien), y los asuntos son tratados por él de un modo singular. La distorsión es continua en Lando, escribe en lengua vulgar y sus ejemplos a menudo remiten a sus contemporáneos, sin olvidar la tradición. Además, es muy descarnado en sus contrastes. Sus inversiones son radicales hasta el absurdo: locura, ceguera, esterilidad, embriaguez, escasez, engaño conyugal, bastardía, encarcelamiento, desventura, muerte serían mejores que sus opuestos. Así va descubriendo, entre bromas y padadojas exageradas otra verdad: la que fue desvelando el siglo XVI.
Las Paradojas fueron imitadas o glosadas por otros autores, como John Donne.

## Obra
- Cicero relegatus & Cicero revocatus. Dialogi festivissimi, Venecia, 1534
- Paradossi, Venecia, 1543
- Lettere di molte valorose donne, nelle quali chiaramente appare non esser ne di eloquentia ne di dottrina alli huomini inferiori, 1548
- Commentario de le più notabili, & mostruose cose d'Italia, & altri luoghi, di lingua aramea in italiana tradotto, nelquale s'impara, & prendesi estremo piacere. Vi si e poi aggionto un breve catalogo de gli inventori de le cose che si mangiano, & si bevono, nuovamente ritrovato, & da messer anonymo di Utopia composto, Venecia, 1550
- Consolatorie de diversi autori novamente raccolte, & da chi le raccolse, 1550
- Miscellaneae quaestiones, 1550
- Oracoli de moderni ingegni si d'huomini come di donne, ne quali, unita si vede tutta la philosophia morale, che fra molti scrittori sparsa si leggeva, Venecia, 1550
- Dialogo di M. Hortensio Lando, nel quale si ragiona della consolatione et utilita che si gusta leggendo la Sacra Scrittura, 1552
- Incerti authoris Brevis elucubratio nuper inventa, de his morbis, a quibus humana corpora infestari, corrumpique solita sunt, 1553
- La sferza de scrittori antichi et moderni di M. Anonimo di Utopia alla quale e dal medesimo aggiunta una essortatione allo studio delle lettere, 1550
- Lettere della molto illustre sig. la s.ra donna Lucretia Gonzaga da Gazuolo con gran diligentia raccolte, & a gloria del sesso feminile nuovamente in luce poste, 1552

### Ediciones actuales
- Paradossi, Roma, Storia e Letteratura, 2000.
- Novelle, Bari, 2007, a cargo de Davide Canfora; relatos.
- Paradojas, recogidas en Pelear con el ingenio, Cuatro Ediciones, 2016, junto con dos textos breves de Girolamo Cardano y Pedro de Mercado.